# NGC 3589
NGC 3589 (również PGC 34308 lub UGC 6275) – galaktyka spiralna z poprzeczką (SBcd), znajdująca się w gwiazdozbiorze Wielkiej Niedźwiedzicy. Odkrył ją William Herschel 9 kwietnia 1793 roku.